# VR Vr11
Die Baureihe Vr11 sind mittelschwere Diesellokomotiven mit Stangenantrieb, die von 1958 bis 1986 von den Finnischen Staatsbahnen VR eingesetzt wurden. Lokomo und Valmet stellten 1958 und 1959 insgesamt 16 Lokomotiven her, wobei Lokomo die ungeraden Nummern und Valmet die geraden Nummern lieferte.

## Geschichte
Die Vr11 waren für Verschiebearbeiten in großen Rangierbahnhöfen bestimmt, aber auch für den Güterverkehr geeignet. Sie waren ihren Nachfolgern Vv15 und Dv16 technisch und äußerlich ähnlich. Bei den Lokomotiven sind alle Kuppelradsätze mit Kuppelstangen verbunden. Der Antrieb erfolgt mit einer mit dem Motor verbundenen Blindwelle über diese Kuppelstangen. Dadurch waren die Lokomotiven für den Rangierbetrieb gut geeignet, da durch den Verbund das Durchrutschen einzelner Räder vermieden wurde.
| \| Nummer \| Lieferdatum \| \| ------ \| ----------- \| \| 1804 \| 16.05.1958 \| \| 1805 \| 19.02.1959 \| \| 1806 \| 18.06.1958 \| \| 1807 \| 11.07.1958 \| \| 1808 \| 15.07.1958 \| \| 1809 \| 24.07.1958 \| \| 1810 \| 25.10.1958 \| \| 1811 \| 01.08.1958 \| \| 1812 \| 17.12.1958 \| \| 1813 \| 22.11.1958 \| \| 1814 \| 04.12.1958 \| \| 1815 \| 25.11.1958 \| \| 1816 \| 23.01.1959 \| \| 1817 \| 15.01.1959 \| \| 1818 \| 13.05.1959 \| \| 1819 \| 05.05.1959 \| |             |
| Nummer | Lieferdatum |
| 1804 | 16.05.1958  |
| 1805 | 19.02.1959  |
| 1806 | 18.06.1958  |
| 1807 | 11.07.1958  |
| 1808 | 15.07.1958  |
| 1809 | 24.07.1958  |
| 1810 | 25.10.1958  |
| 1811 | 01.08.1958  |
| 1812 | 17.12.1958  |
| 1813 | 22.11.1958  |
| 1814 | 04.12.1958  |
| 1815 | 25.11.1958  |
| 1816 | 23.01.1959  |
| 1817 | 15.01.1959  |
| 1818 | 13.05.1959  |
| 1819 | 05.05.1959  |

Quelle: 

## Technik
Die vierachsigen Lokomotiven besaßen einen starren Rahmen und ein Mittelführerhaus. Mit Mehrfachtraktion konnten zwei Lokomotiven gefahren werden. Sie konnten nur am Ende des kürzeren Maschinenraums miteinander verbunden werden. Das Gewicht der betriebsbereiten Lokomotive betrug 56 Tonnen und die maximale Achslast 14,5 Tonnen.
Sie waren mit dem von Tampella in Lizenz hergestellten Viertakt-Achtzylinder MAN W8V22/30 A.m.A. Reihendieselmotor ausgestattet. Die Zylinderbohrung betrug 220 und der Kolbenhub 300 Millimeter, sodass der Hubraum des Motors 91 Liter betrug. Er besaß einen Brown Boveri VTR 250 Kompressor. Als Hilfsmotor kam entweder ein luftgekühlter Zweizylinder-Viertakt-Wirbelkammermotor Deutz A2L514 mit 2,66 Liter Hubraum und einer Leistung von 18 Kilowatt oder ein wassergekühlter Dreizylinder-Viertakt-Wirbelkammermotor Perkins P3-NT8 mit 2,36 Liter Hubraum und einer Leistung von rund 18 Kilowattzum Einsatz.
Es wurde ein hydraulisch-mechanisches Tampella-SRM DS 1,2-Getriebe verwendet, das unter schwedischer Lizenz hergestellt wurde. Das Getriebe besteht aus einem Vorgetriebe, einem Drehmomentwandler und einem Planetengetriebe. Das Voith-Getriebe L 217 wurde gegen Ende des Einsatzes der Lokomotiven 1804 und 1805 eingebaut.
Die Fenster bestanden aus doppelten Glasscheiben mit Gummidichtungen. Diese Dichtungen zogen Wasser zwischen die Scheiben, was dazu führte, dass die Scheiben beschlugen.
Mitte der 1960er Jahre wurden die grünen Vr11 1804–1809 und 1811 rot-cremefarben lackiert, wie die anderen Diesellokomotiven, die Ende 1958 und danach fertiggestellt wurden.

## VR Dv11
Am 1. Januar 1976 erfolgte eine Änderung des finnischen Baureihensystems. Im Zuge dieser Umstellung änderte sich die Baureihenbezeichnung in Dv11.
Mit Ausnahme von zwei Lokomotiven wurde die gesamte Serie 1981 abgestellt. Die als Reservelokomotiven verwendeten Dv11 1804 und 1805 folgten 1986. Die 1805 von Lokomo Oy, Tampere (476/1958) gebaute Lokomotive wurde vom Eisenbahnmuseum in Toijala übernommen.